# 丑妮子
丑妮子（？—1259年）。元朝大兴县（今属北京）人。
賈昔剌之子。丑妮子幼时，忽必烈很喜欢他，曾让他坐在御席傍。随从忽必烈征云南，跃马入水，斫战船，破大理国军，忽必烈对他的勇敢称奇，劝他戒轻浮急躁。1259年，从伐南宋，自鄂州会还，卒。追封临汾郡公，谥号显毅。泰定帝时，加赠其父賈昔剌推忠翊运功臣、金紫光禄大夫、太保，进封绛国公；丑妮子崇德效节功臣、仪同三司、太傅、柱国，追封绛国公；其子虎林赤推诚宣力守德功臣、太师、开府仪同三司、上柱国，进封临汾王；其孙禿堅不花推忠宣力守谅功臣、太傅、开府仪同三司、上柱国，追封冀国公，谥忠隐，后进封冀安王。

## 延伸阅读
[在维基数据编辑]
 《新元史/卷175》，出自柯劭忞《新元史》